# Liste der Baudenkmäler in Haldenwang (Allgäu)

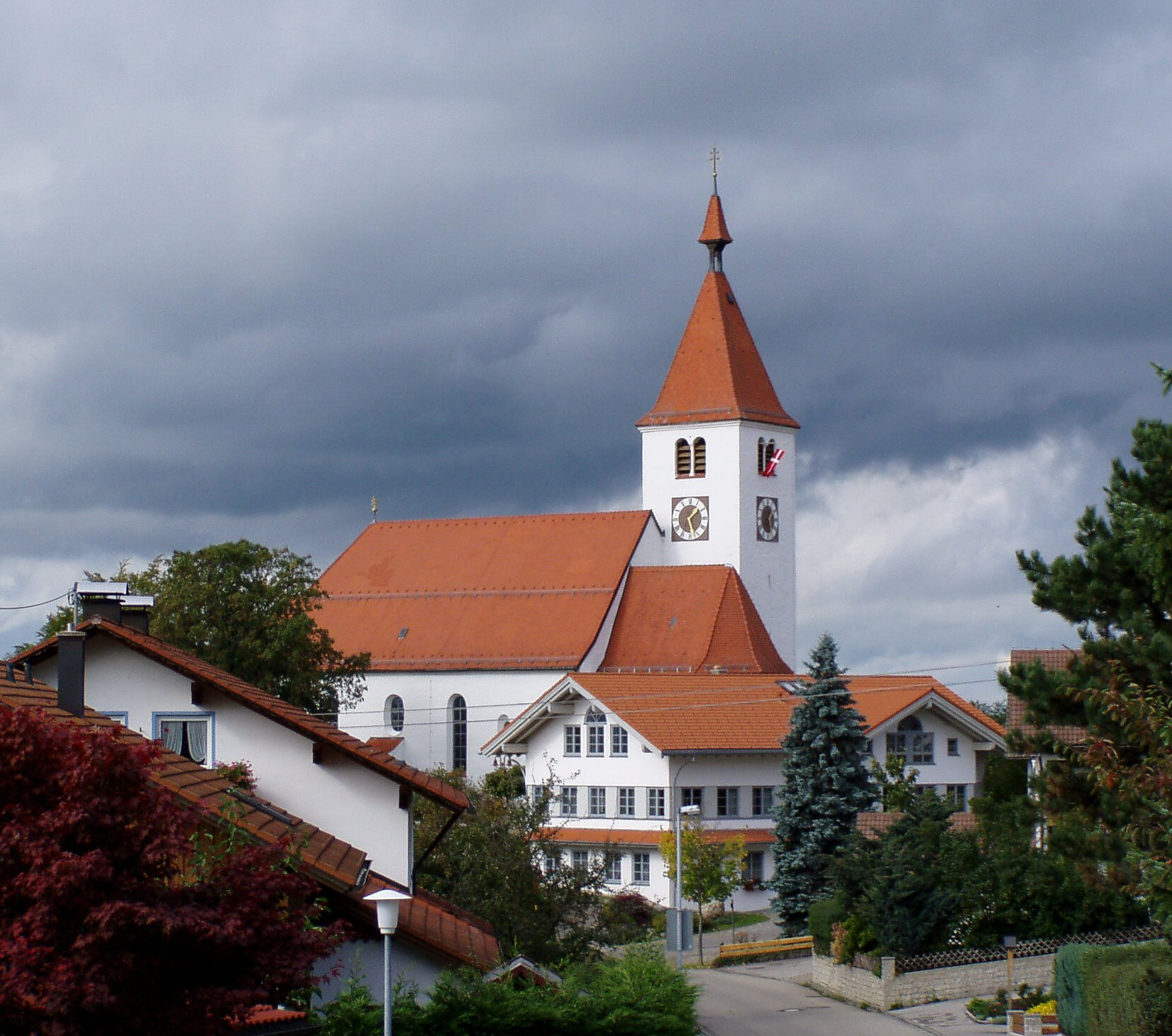
Haldenwang im Oberallgäu

Auf dieser Seite sind die Baudenkmäler in der schwäbischen Gemeinde Haldenwang zusammengestellt. Diese Tabelle ist eine Teilliste der Liste der Baudenkmäler in Bayern. Grundlage ist die Bayerische Denkmalliste, die auf Basis des Bayerischen Denkmalschutzgesetzes vom 1. Oktober 1973 erstmals erstellt wurde und seither durch das Bayerische Landesamt für Denkmalpflege geführt wird. Die folgenden Angaben ersetzen nicht die rechtsverbindliche Auskunft der Denkmalschutzbehörde.

## Baudenkmäler nach Ortsteilen

### Haldenwang
| Lage                                    | Objekt                                            | Beschreibung | Akten-Nr.             | Bild                       |
| --------------------------------------- | ------------------------------------------------- | --- | --------------------- | -------------------------- |
| Hauptstraße (bei Kirchweg 1) (Standort) | Kriegerdenkmal                                    | Bronzeskulptur auf Steinsockel, nach 1871 | D-7-80-122-5          | weitere Bilder             |
| Kirchweg 1 (Standort)                   | Katholische Pfarrkirche St. Theodor und Alexander | asymmetrischer Saalbau mit eingezogenem Chor und nördlichem Turm mit Zeltdach und abgesetzter Laterne, im Kern spätgotisch, Turmerhöhung 1690, Erweiterung 1802, Verlängerung 1932/33; mit Ausstattung | D-7-80-122-1          | weitere Bilder             |
| Römerstraße 8 a, 8 b (Standort)         | Ehemaliges Kleinbauernhaus                        | zweigeschossiger Mitterstallbau mit Flachsatteldach, verschaltem Vordach und geknickten Bügen, Fachwerkbau, 1. Hälfte 18. Jahrhundert                                                                  | D-7-80-122-2 Wikidata | Ehemaliges Kleinbauernhaus |
| Schafgasse 6 (Standort)                 | Ehemaliges Kleinbauernhaus                        | zweigeschossiger Ständerbau mit Flachsatteldach und Mittertenne, über Tennentor bezeichnet 17. Jahrhundert (um 1790).                                                                                  | D-7-80-122-3 Wikidata | Ehemaliges Kleinbauernhaus |
| Zunftstraße 5 (Standort)                | Kleinhaus                                         | zweigeschossiger, an der Westseite verschindelter Ständerbau mit Flachsatteldach, im Kern 18. Jahrhundert.                                                                                             | D-7-80-122-4 Wikidata | Kleinhaus                  |

### Berg
| Lage              | Objekt     | Beschreibung                                                                                           | Akten-Nr.              | Bild       |
| ----------------- | ---------- | --- | ---------------------- | ---------- |
| Berg 1 (Standort) | Bauernhaus | zweigeschossiger Mitterstallbau mit Satteldach, Hakenschopf und Fassadenmalereien des Rokoko, um 1760. | D-7-80-122-18 Wikidata | Bauernhaus |

### Börwang
| Lage                                                               | Objekt                                | Beschreibung | Akten-Nr.              | Bild                  |
| ------------------------------------------------------------------ | ------------------------------------- | --- | ---------------------- | --------------------- |
| Fleschützer Straße (bei der Abzweigung des Mühlenweges) (Standort) | Bildstock                             | Rechteckpfeiler mit Bogennische, noch 18. Jahrhundert.                                                                                     | D-7-80-122-10 Wikidata | Bildstock             |
| Fleschützer Straße 15 (Standort)                                   | Ehemalige Mühle                       | zweigeschossiger Walmdachbau, spätes 18. Jahrhundert                                                                                       | D-7-80-122-6 Wikidata  | Ehemalige Mühle       |
| Klosterweg 8 (Standort)                                            | Katholische Filialkirche St. Leonhard | Saalbau mit eingezogenem Chor und Westturm mit Zwiebelhaube, wohl zwischen 1460 und 1480, Veränderung um 1695; mit Ausstattung.            | D-7-80-122-7           | weitere Bilder        |
| Leonhardstraße 3 (Standort)                                        | Bauernhaus                            | zweigeschossiger Mitterstallbau mit flachem Satteldach und Wiederkehr, im Kern 18. Jahrhundert.                                            | D-7-80-122-8 Wikidata  | Bauernhaus            |
| Wagegger Straße 11 (Standort)                                      | Ehemaliges Bauernhaus                 | zweigeschossiger, verputzter Ständerbau mit Flachsatteldach und Hakenschopf, im Kern 1. Hälfte 18. Jahrhundert, Wirtschaftsteil verändert. | D-7-80-122-9 Wikidata  | Ehemaliges Bauernhaus |

### Fleschützen
| Lage                   | Objekt                                            | Beschreibung                                                                             | Akten-Nr.     | Bild                                              |
| ---------------------- | ------------------------------------------------- | ---------------------------------------------------------------------------------------- | ------------- | ------------------------------------------------- |
| Fleschützen (Standort) | Katholische Kapelle Unbefleckte Empfängnis Mariae | Rechteckbau mit dreiseitigem Schluss und Dachreiter mit Zeltdach, 1840; mit Ausstattung. | D-7-80-122-11 | Katholische Kapelle Unbefleckte Empfängnis Mariae |

### Neuburg
| Lage                 | Objekt             | Beschreibung | Akten-Nr.              | Bild               |
| -------------------- | ------------------ | --- | ---------------------- | ------------------ |
| Neuburg 2 (Standort) | Ehemaliges Schloss | zweigeschossiger Satteldachbau, durch zwei Zwerchgiebelhäuser kreuzförmig erweitert, im Kern 1. Viertel 17. Jahrhundert. | D-7-80-122-12 Wikidata | Ehemaliges Schloss |

### Vögelesmühle
| Lage                      | Objekt                  | Beschreibung                                                                 | Akten-Nr.              | Bild                    |
| ------------------------- | ----------------------- | ---------------------------------------------------------------------------- | ---------------------- | ----------------------- |
| Vögelesmühle 1 (Standort) | Sogenannte Vögelesmühle | zweigeschossiger Zeltdachbau, Ende 18. Jahrhundert, im Kern älter, erneuert. | D-7-80-122-15 Wikidata | Sogenannte Vögelesmühle |

### Wagegg
| Lage                          | Objekt           | Beschreibung | Akten-Nr.              | Bild           |
| ----------------------------- | ---------------- | --- | ---------------------- | -------------- |
| nördlich des Ortes (Standort) | Burgruine Wagegg | Rest eines Eckturmes der Vorburg und von östlicher und südwestlicher Umfassungsmauer des Bergfrieds sowie im Westteil ein kurzes, von einem Tor durchbrochenes Mauerstück, in der 2. Hälfte des 12. Jahrhunderts errichtet | D-7-80-122-16 Wikidata | weitere Bilder |

### Wörth
| Lage                           | Objekt     | Beschreibung                    | Akten-Nr.              | Bild |
| ------------------------------ | ---------- | ------------------------------- | ---------------------- | ---- |
| südlich des Weilers (Standort) | Sühnekreuz | Tuffstein, 15./16. Jahrhundert. | D-7-80-122-17 Wikidata | BW   |

## Abgegangene Baudenkmäler
In diesem Abschnitt sind Objekte aufgeführt, die früher einmal in der Denkmalliste eingetragen waren, jetzt aber nicht mehr existieren, z. B. weil sie abgebrochen wurden. Aktennummern in diesem Abschnitt sind ehemalige, jetzt nicht mehr gültige Aktennummern.

| Lage                                   | Objekt  | Beschreibung                                                            | Akten-Nr. | Bild    |
| -------------------------------------- | ------- | ----------------------------------------------------------------------- | --------- | ------- |
| Pfaffenhofen Pfaffenhofen 2 (Standort) | Kapelle | Rechteckbau mit Dachreiter, 3. Viertel 19. Jahrhundert; mit Ausstattung |           | Kapelle |